# 大工町 (金沢市)
大工町（だいくまち）は、石川県金沢市の町名。丁目を持たない単独町名であり、住居表示未実施区域。

## 地理
国道157号、片町に位置している。

## 歴史
町名は寛永の大火のあと、拝領地を受けた藩の御大工衆が住んだことに由来する。

## 小・中学校の学区
市立小・中学校に通う場合、学区は以下のとおりとなる。
| 番・番地等 | 小学校             | 中学校             |
| ---------- | ------------------ | ------------------ |
| 全域       | 金沢市立中央小学校 | 金沢市立長町中学校 |

## 交通

### 鉄道
町内に鉄道駅はない。

### バス
- 金沢ふらっとバス菊川ルート　大工町バス停

### 道路
- 犀川大通り